# شیرعلی خان (هیرمند)
شیرعلی خان، روستایی است از توابع بخش مرکزی شهرستان هیرمند در استان سیستان و بلوچستان ایران.

## جمعیت
این روستا در دهستان جهان‌آباد قرار داشته و براساس سرشماری سال ۱۳۸۵جمعیت آن ۶۱نفر (۱۶خانوار) بوده‌است.